# Фашистська архітектура
Фашистська архітектура — стиль архітектури, розроблений архітекторами фашистських товариств на початку XX століття. Стиль набув популярності в кінці 1920-х років з ростом модернізму поряд з націоналізмом, пов'язаним з фашистськими урядами в Західній Європі.

## Загальні риси
У Німеччині та Італії часів фашизму неокласицизм використовували для пропаганди нової ідеології. Архітектура вирізнялася схематичними грубими формами й гіпертрофованою монументальністю. Стиль нагадує давній Рим. Проте будівлі фашистської епохи не мають показного дизайну і були побудовані з симетрією і простотою. Беніто Муссоліні і Адольф Гітлер  використовували новий стиль архітектури, як одну з багатьох спроб об'єднати громадян своїх країн, відзначити нову еру націоналістичної культури і продемонструвати абсолютне панування нації. Сьогодні нова фашистська архітектура мізерна через ураження в Другій світовій війні, оскільки фашистська політична ідеологія швидко пішла в занепад.

## Історія
Фашистський стиль архітектури відображає цінності фашизму як політичної ідеології, яка склалася на початку XX століття після Першої світової війни. Філософія визначається сильним націоналістичним народом, керованим тоталітарним урядом. Бачення сильної, єдиної і економічно стабільною нації здавалося привабливим для Західної Європи після фізичного і економічного руйнування після Першої світової війни, що сприяло зростанню фашизму і корпоратізма.
На початку 1920-х років Гітлер, виступаючи у Гофбреугаузі, стверджував, що у сильної Німеччини повинна бути велика архітектура, тому що архітектура є важливим показником національної сили і могутності. У «Майн Кампф» Гітлер писав, що монументальне мистецтво Німеччини зникло і наголошував на символічному значенні містобудівного розвитку античних міст. Відсутність подібного в архітектурі сучасних міст, переконував він, є ознакою культурного занепаду. У 1929 році він пообіцяв, що у разі приходу партії до влади – «з новою політичною волею ми створимо документи у камені».
Відповідно було розроблено і втілено в життя «Закон про реконструкцію німецьких міст» від 4 жовтня 1937 року. Програми реконструкцій були розроблені для великих міст Німеччини, які називали «містами фюрера». Кожне місто мало своє відведене місце у структурі тоталітарної ієрархії простору нацистської Німеччини. Після Берліна другим за значенням містом став Мюнхен — «столиця нацистського руху», потім Нюрнберг – «місто партійних з'їздів», потім Грац – «місто народної революції», Гамбург — «місто зовнішньої торгівлі», особливого значення набуло місто Лінц, адже було пов'язане з іменем Гітлера.

## Італійський та німецький фашизм
Фашистська архітектура стала популярною при уряді Беніто Муссоліні в Італії з 1922 по 1943 рік. У цей період він перетворив італійську виконавчу роль від влади прем'єр-міністра до диктатури. Коли Муссоліні вступив на посаду, він взяв на себе роль створення фашизму й ідеалізму для заміни демократії в Італії. Він використовував всі форми мультимедіа поряд з архітектурної ідентичністю. Новий модерністський стиль архітектури був одним із способів допомогти побудувати своє бачення єдиної фашистської Італії. Коли Муссоліні закликав до фашистського стилю архітектури, архітектори використовували стиль, щоб наслідувати імперський Рим і принести італійському народові історичну гордість і почуття націоналізму. Фашистська архітектура була одним з багатьох способів для Муссоліні активізувати культурне відродження в Італії та відзначити нову епоху італійської культури під фашизмом.
Схожа ситуація виникла і в Німеччині. Як тільки Гітлер прийшов до влади в 1933 році і встановив у Німеччині диктатуру, він використовував фашистську архітектуру як один з багатьох інструментів, які допомагають об'єднати і націоналізувати Німеччину під його владою. Архітектурі відводилася важлива роль у цьому процесі. Їй надавали великого значення та приписували особливу роль. Централізація управління проявлялася тут більше, ніж в інших мистецтвах. Гітлер безпосередньо брав участь в архітектурній практиці Третього рейху. Він особисто контролював найважливіші проєкти. Адольф Гітлер закладав наріжні камені у фундаменти нових будівель, а під час їхнього відкриття розвивав ідеї про величезну роль архітектури у формуванні духовного життя нації. «Кожен великий народ в історії знаходить своє остаточне вираження у цінності його споруд», — переконував він.
Після приходу до влади у 1933 році Гітлер урочисто заклав  фундамент «Будинку німецького мистецтва», який став головним центром художніх виставок Третього рейху. Проєкт споруди підготував Пітер Пауль Троост, якого фюрер вважав своїм вчителем у галузі архітектури. Гітлер призначив П. Трооста головним радником з питань архітектури. Архітектор  Троост надав конкретних обрисів архітектурним ідеалам Гітлера. У Гітлера і Трооста було спільне бажання  провести паралель між античною та німецькою культурами з допомогою архітектури. Так у споруді Будинку німецького мистецтва прослідковувалася аналогія з «пруським стилем», який постійно орієнтувався на дорику, а також із суворим класицизмом Ф. Шинкеля. Масивний прямокутний об’єм був обведений колонадою у спрощеному доричному стилі. Цю споруду П. Трооста було  піднято на рівень державного еталона.
Новий режим запланував потужну будівельну програму, яку супроводжували пропагандистською кампанією. Постійно наголошували на ідеологічному значенні нацистської архітектури. Тобто архітектура досягла безпрецедентного політичного значення у нацистській державі. У Гітлера були плани по відновленню Берліна після Другої світової війни. У Гітлера був його улюблений архітектор Альберт Шпеєр, який проєктував цей новий мегаполіс, використовуючи фашистську архітектуру.

## Стиль
Фашистська архітектура — це гілка модерністської архітектури, яка стала популярною на початку XX століття. На фашистський стиль мав вплив раціоналістичний рух в Італії в 1920-х роках. Раціоналістична архітектура за підтримки уряду Італії визначила нове фашистське століття культури і уряду в Італії.
У нацистській Німеччині надзвичайно велика і простора фашистська архітектура була одним з намічених планів Гітлером об'єднання Німеччини для того, що він назвав «масовим досвідом», в якому тисячі громадян могли збиратися і брати участь в громадських подіях і слухати виступи Гітлера і інших лідерів нацистської партії.
Фашистський стиль архітектури був схожий на давньоримський стиль, оскільки фашистські будівлі були в цілому дуже великими і симетричними з гострими закругленими краями. Будинки цілеспрямовано передавали почуття страху і залякування по їх розміру і були зроблені з вапняку і інших міцних каменів, щоб протриматися всю фашистську епоху. Будинки були дуже прості з невеликим прикрасою або без них і не мали ніякої складності в дизайні. Ці загальні риси фашистської архітектури сприяли простий естетиці експозиції. Всі ці аспекти допомогли фашистським диктатур проявити абсолютне і повне панування населення. Гітлер і Муссоліні використовували фашистську архітектуру як ще одне джерело пропаганди, щоб продемонструвати світові силу, гордість і влада, якими вони володіли.

## Архітектори
Найвизначнішими італійськими та німецькими фашистськими архітекторами тієї епохи були Джузеппе Террані, Марчелло Пьячентіні і Альберт Шпеєр.
Джузеппе Террані — Відома робота Террагні включає в себе Casa del Fascio
Марчелло Piacentini — Відома робота Piacentini включає фашистський район EUR, Рим

## Проєкти Альберта Шпеєра у стилі "фашистська архітектура"
Альберт Шпеєр був улюбленим німецьким архітектором Гітлера. Він вважав, що використання спеціальних матеріалів та конструкцій принесе у майбутнє дух сучасної епохи, навіть через тисячі років воскресить сучасні мотиви. Він вводив у стіни міцні конструкції, які мали зберегтися навіть після руйнування споруди. Альберт Шпеєр втілював волю Адольфа Гітлера в галузі архітектури. Його стиль пізнаваний: великі, значні, бетонні споруди.
- Шпеєр розробив стадіон Цеппелінфельд і мав плани по відновленню Берліна, використовуючи архітектуру фашистського стилю, навколо масивного залу під назвою Volkshalle. Так у 1935-1937 рр. навколо поля Цепеліна за проєктом, який підготував Альберт Шпеєр були встановлені трибуни, зведена споруда загальним розміром 362 на 378 м. Трибуни розділяються тридцять чотирма вежами, на яких стояли флагштоки і прожектори зенітних гармат. Даний проєкт  отримав міжнародне визнання, в т.ч. отримав золоту медаль при плануванні Дев'ятих Олімпійських ігор 1928 г.в Амстердамі.
- Нова рейхсканцелярія

У січні 1938 року за наказом Гітлера Шпеєр за рік побудував нову Канцелярію. Більш ніж 4 000 робітників працювали цілодобово, щоб завершити будівництво, і воно було завершено на 48 годин раніше запланованого терміну. Шпеєра високо оцінили і за швидкість будівництва і за пишність самої будівлі.
Так мармурова галерея була вражаючою, вона була покрита багатьма елементами декору, а її довжина дорівнювала чотириста восьмидесяти футам у довжину, що у два рази довше зали дзеркал у Версалі.
- Партійний комплекс у Нюрнберзі.

У період з 1933 р. по 1939 р. проходило будівництво партійного комплексу у Нюренберзі 
- Також Шпеєр підготував план для перебудови Берліна, який включав  чотиристатисячний стадіон, п'ятикілометрову вулицю, форум розміром майже 4 мільйони квадратних футів та збільшену репродукцію паризької Тріумфальна арки.

### Реконструкція Королівської площі
Нацистський варіант реконструкції Королівської площі у Мюнхені почали втілювати у 1930 році. Було куплено колишній палац Барлов – споруду на Брієнерштрассе і перебудовано за проєктом П. Трооста та відкрито як «Коричневий будинок», постійний центр Націонал-соціалістичної німецької робітничої партії. П. Троост переобладнав інтер'єр будинку частково за ескізами самого фюрера. Інтер'єри вразили Гітлера і стали зразками для майбутніх репрезентативних інтер'єрів.
Всього передбачали спорудити і перебудувати п'ятдесят три будівлі, а дві великі будівлі вздовж Арцісштрассе — адміністративна партійна споруда та Будинок фюрера — повинні були стати головною частиною реконструктивних робіт. Фасади двох чотирикутних об'ємів було акуратно обличковано коричневатим вапняком. Це була схематизація шинкелівського класицизму. Між головними спорудами, також за проектом П. Трооста, у 1935 р. було споруджено два низькі квадратні павільйони у формі відкритих портиків, канельовані квадратні стовпи несли тяжку покрівлю. 

### Споруди Клеменса Клотца
На острові Рюген в Німеччині у стилі «фашистська диктатура» в 1936–1939 роках під керівництвом Роберта Лея споруджено гігантський будинок відпочинку — «Прорський колос». За 150 м від моря постають в ряд на 4,5 км вісім безликих будівель, які розраховані на розміщення двадцяти тисяч чоловік. Проєкт був створений архітектором Клеменсом Клотцом (1886-1969). За наказом Гітлера проєкт модифікували: додали центральний концертний зал, який міг би вміщати одночасно всіх двадцять тисяч відпочиваючих.